# Schorrenslak
De (gewone) schorrenslak (Limapontia depressa) is een slakkensoort uit de familie van de Limapontiidae. De wetenschappelijke naam van de soort werd in 1862 voor het eerst geldig gepubliceerd door Alder & Hancock.

## Beschrijving
De schorrenslak is een tot 8 mm lange kieuwloze zeenaaktslak, met een plomp lichaam zonder tentakels, rinoforen, cerata of kieuwkrans. De dwarsdoorsnede van het lichaam is enigszins platter dan bij de gekielde schorrenslak, zonder verhoogde richels op de zijkanten van de kop. De kleur van het lichaam is lichtbruin tot zwart, vaak met lichtere vlekjes. De voet is lichter van kleur. De ogen zijn als zwarte punten zichtbaar in een opvallende lichtere vlek aan weerszijden van de kop.

## Verspreiding
Het verspreidingsgebied van de schorrenslak in Europa is van de Baltische kust, Britse Eilanden tot aan de Franse Atlantische kust. Sinds 1939 wordt deze soort ook in Nederland aangetroffen. Hij kan met name gevonden worden boven de hoogwaterlijn op schorren en kwelders in Zeeland en het Waddengebied.